# Приселье (Рославльский район)
Приселье — деревня в Рославльском районе Смоленской области России. Входит в состав Кирилловского сельского поселения. Население — 28 жителей (2007 год). 
Расположена в южной части области в 12 км к северо-востоку от Рославля, в 6 км севернее автодороги А101 Москва — Варшава («Старая Польская» или «Варшавка»), на берегу реки Шмалинка. В 11 км юго-западнее деревни расположена железнодорожная станция Остёр на линии Смоленск — Брянск. 

## История
В годы Великой Отечественной войны деревня была оккупирована гитлеровскими войсками в августе 1941 года, освобождена в сентябре 1943 года.

## Известные уроженцы
- Гиринис, Сергей Владимирович (1882-1961) — российский советский журналист, профсоюзный деятель.
- Турок, Иосиф Дмитриевич (1900—1937) — советский железнодорожник